# Copiopteryx steindachneri
Copiopteryx steindachneri är en fjärilsart som beskrevs av Anton Heinrich Fassl 1917. Copiopteryx steindachneri ingår i släktet Copiopteryx och familjen påfågelsspinnare. Inga underarter finns listade i Catalogue of Life.